# Cent (moneta)
| c ¢                                                            |
| Simboli usati per il cent. Il barrato è diffuso in Nordamerica |

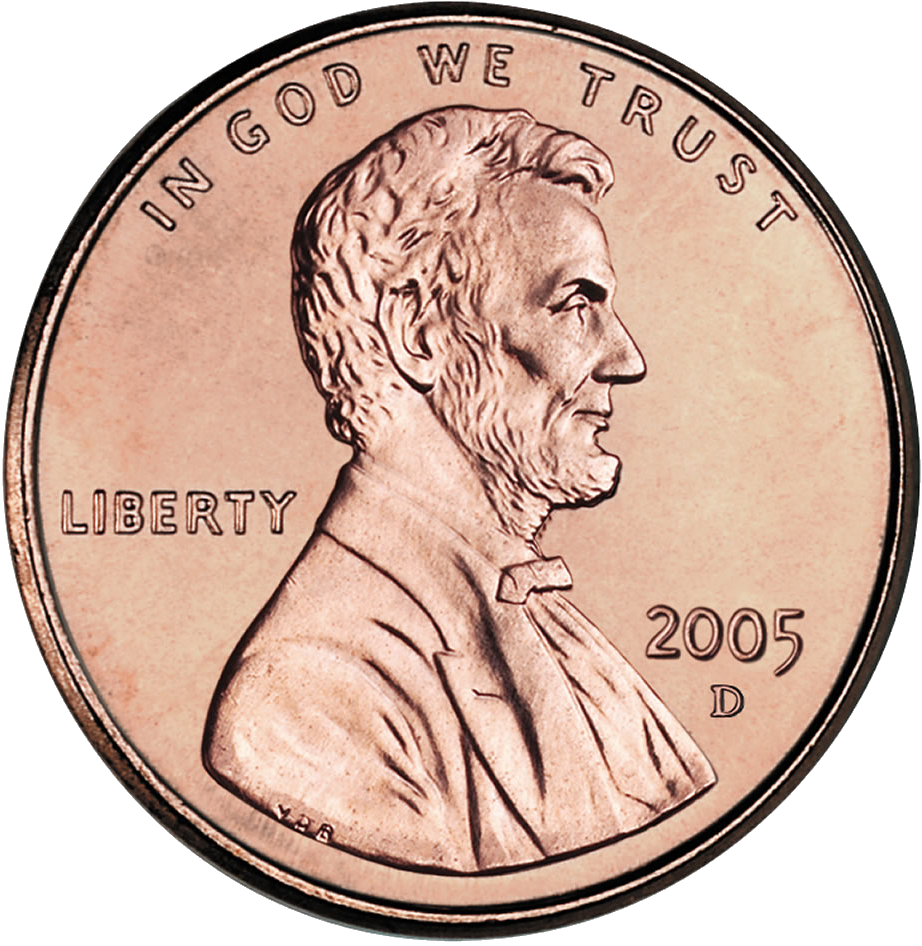
Un cent degli Stati Uniti d'America

Nelle valute, il centesimo o cent (pronunciato in italiano "cènt" o all'inglese "sènt") è una unità di misura monetaria uguale a 1/100 dell'unita monetaria presente nei vari paesi, in particolare per il dollaro americano e per l'euro. Il termine può anche riferirsi alla moneta che vale un centesimo. Negli Stati Uniti e in Canada 1¢ è conosciuto con il soprannome di penny, che richiama la moneta inglese che ha lo stesso nome.

## Etimologia
Etimologicamente la parola centesimo (o cent) deriva dal termine latino centum ed è collegata con il greco εκατόν (hekaton); entrambi significano cento.

## Simbolo
I valori in centesimi compresi tra 1 e 99 sono anche indicati da una o due cifre seguite dal "simbolo di centesimo" (cent sign) una lettera c minuscola tagliata dall'alto in basso da una linea verticale ¢ (2¢, 99¢). Nel caso il simbolo non sia disponibile (come ad esempio in ASCII) viene usata una semplice lettera c minuscola (2c, 99c). La prima modalità di uso è comune negli Stati Uniti e in Canada, la seconda in Australia, Nuova Zelanda, Sudafrica e nell'Eurozona. Nei fogli elettronici l'uso del formato decimale (ad esempio € 0,99) è comune in quanto rende semplice tenere allineati i separatori decimali.
Il simbolo "¢" ha valore Unicode U+00A2 (ereditato dal Latin-1), mentre la rappresentazione decimale è 162. In HTML viene inserito con &cent; oppure &#162;
Il simbolo "¢" può essere ottenuto in ANSI tenendo premuto il tasto ALT e inserendo il numero 155 (ALT + 155) (su un Mac usare ALT + 4).
Il simbolo di centesimo non va confuso con quello del colón ₡, che ha codifica Unicode U+20A1 (o 8353 in decimale) o con il segno del cedi ₵, che ha codifica Unicode U+20B5 (o 8373 in decimale).

## Utilizzo
Le zecche presenti nel mondo normalmente creano monete per i valori compresi tra 0,1 e 10 euro, mentre riservano le banconote per i valori maggiori. Se l'inflazione fa calare il valore d'acquisto della valuta in molti casi le banconote vengono sostituite dalle monete, ad esempio ciò è successo nel caso di dollaro canadese, dollaro australiano (nel 1988), sterlina britannica e lira italiana, che hanno anche ritirato le monete di minor valore e/o hanno emesso banconote di valore maggiore. Il dollaro statunitense mantiene invece ancora in circolazione il biglietto di $1 insieme alla (meno popolare) moneta, mentre tutte le altre nazioni industrializzate usano normalmente delle monete metalliche per il valore equivalente.
Altre sistemi di suddivisione monetaria sono possibili, come ad esempio nel caso della vecchia sterlina che sino alla decimalizzazione del 1971 era divisa in 20 scellini ("s") o in 240 vecchi penny ("d").
Esempi di valute che hanno i centesimi o termini collegati come cents, centimo, centesimo, sen sono:
- Fiorino arubano
- Dollaro australiano
- Dollaro di Barbados
- Dollaro delle Bahamas
- Dollaro del Belize
- Dollaro delle Bermude
- Dollaro del Brunei (come sen)
- Dollaro canadese
- Dollaro delle Cayman
- Sterlina cipriota (come σεντ o sent)
- Dollaro dei Caraibi orientali
- Nakfa eritreo
- Corona estone (come sent)
- Eurozona euro - la moneta riporta il testo EURO CENT; l'uso varia a seconda della lingua usata. Le monete greche riportano "ΛΕΠΤΟ" ("lepto") sul retro della moneta da 1 centesimo e "ΛΕΠΤΑ" ("lepta") sul retro delle altre.
- Dollaro delle Figi
- Dollaro della Guyana
- Dollaro di Hong Kong
- Rupia indonesiana (come sen)
- Dollaro giamaicano
- Scellino keniota
- Dollaro liberiano
- Lita lituano (come centas)
- Ringgit malese (come sen)
- Lira maltese
- Rupia mauriziana
- Dollaro namibiano
- Gulden delle Antille Olandesi
- Dollaro neozelandese
- Rupia delle Seychelles
- Leone sierraleonese
- Dollaro di Singapore
- Rand sudafricano
- Rupia singalese
- Dollaro surinamese
- Lilangeni dello Swaziland
- Nuovo dollaro taiwanese
- Scellino tanzaniano
- Dollaro di Trinidad e Tobago
- Scellino ugandese
- Dollaro statunitense
- Dollaro dello Zimbabwe

Esempi di valute che non hanno i centesimi:
- Rupia indiana - si divide in 100 paise
- Dinaro kuwaitiano - si divide in 1000 fils
- Ouguiya mauritana - si divide in 5 khoums
- Ariary malgascio - si divide in 5 iraimbilanja
- Rupia pakistana - si divide in 100 paise
- Złoty polacco - si divide in 100 grosz
- Sterlina britannica - si divide in 100 pence
- Leu romeno - si divide in 100 bani
- Dinaro serbo - si divide in 100 para
- Franco svizzero - si divide in 100 rappen
- Baht thailandese - si divide in 100 satang
- Đồng vietnamita - si divide in 10 hào o in 100 xu/su.